# Faveria tritalis
Faveria tritalis là một loài bướm đêm thuộc họ Pyralidae. Nó được tìm thấy ở Úc, bao gồm Queensland và Lãnh thổ Thủ đô Úc, New South Wales và Victoria.
Sải cánh dài khoảng 20 mm. Adults have forewings with a fawn pattern.
Ấu trùng ăn nhiều loại cỏ khác nhau, gồm Cynodon dactylon. Chúng sinh sống trong tổ kén bằng tơ làm bằng lá cây chủ.

## Hình ảnh

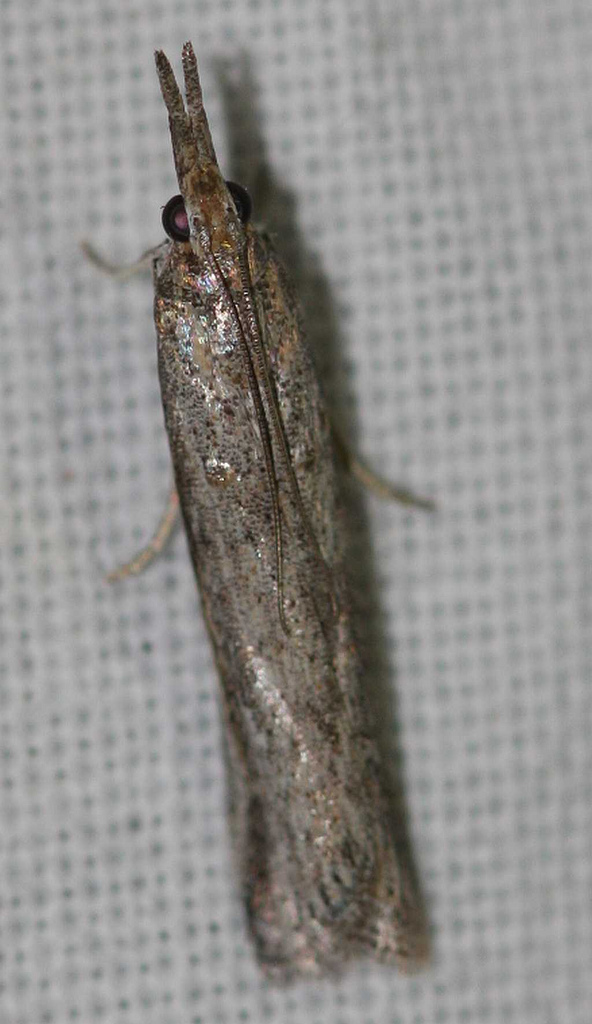